# 16646 Спаррман
16646 Спаррман (16646 Sparrman) — астероїд головного поясу, відкритий 19 вересня 1993 року.
Тіссеранів параметр щодо Юпітера — 3,548.
Названо на честь шведського ботаніка Андерса Спаррмана (швед. Anders Sparrman, 1748-1820).